# Robert Degeneve
 (février 2016).
Si vous disposez d'ouvrages ou d'articles de référence ou si vous connaissez des sites web de qualité traitant du thème abordé ici, merci de compléter l'article en donnant les références utiles à sa vérifiabilité et en les liant à la section « Notes et références ».
Robert Degeneve, né le 4 juillet 1919 à Ganshoren, dans la région de Bruxelles, et mort le 6 mai 2008 à Woluwé-Saint-Lambert, est un artiste belge, peintre, peintre de cartons, dessinateur, sculpteur, créateur de timbres poste, de vitraux, de tapisseries, de fresques et de bas reliefs.

## Formation
Il étudie la peinture monumentale, le dessin et la sculpture à l'Académie royale des beaux-arts de Bruxelles.
Il devient professeur honoraire aux académies des beaux-arts de Tournai et de Saint Josse (Bruxelles). Membre du Conseil National des Arts Plastiques de l'UNESCO, il fut aussi membre des jurys de l’État à la Commission spécialisée de la Tapisserie Murale.
Créateur de diverses peintures murales, Robert Degeneve s'est également intéressé au vitrail, technique qui connut le même parcours que la tapisserie. Pendant de nombreuses années, il s'est également intéressé à la sculpture. Il est notamment l'auteur du relief racontant la légende du chaudron, situé dans le cabinet du bourgmestre de l'Hôtel Communal de Woluwe-Saint-Pierre[réf. nécessaire].

## Prix et distinctions
- 1943 : prix de maitrise pour la peinture monumentale Professeur Anto Carte
- 1944 : Prix de maitrise pour la sculpture Professeur R. Delnest
- 1944 : Peinture : Prix Celestin Jacquet
- 1945 : Prix triennal de Peinture
- 1945 : Prix triennal de Décoration
- 1945 : Peinture : Prix de Potter
- 1948 : Prix des Métiers d'Art, Province d'Anvers
- 1952 : Distinction au Concours National O.N.U.
- 1958 : Prix de la province de Brabant
- 1965 : Prix de la province de Brabant : Laque de Chine.
- 1965 : Prix et Médaille de bronze au Concours national de Villers la Ville
- 1986 : Prix du mérite artistique européen
- 1987 : Prix de la ville de Audenarde, tapisserie
- 1991 : Décoré par le roi officier de l'Ordre de la Couronne
- 1995 : Prix du Salon de Villers-la-Ville
- 1998 : Prix des Beaux Arts
- 1999 : Médaille et citoyen d'honneur de Woluwe-Saint-Pierre